# Jean-Baptiste Pimpie de Granoux
Jean-Baptiste Pimpie de Granoux est un homme politique français né le 27 avril 1752 à Lyon et mort le 12 juillet 1828 à Paris.

## Biographie
Riche propriétaire, il est député de l'Ardèche de 1821 à 1828, siégeant à droite et soutenant les gouvernements de la Restauration, tout en se montrant réservé à l'égard du gouvernement Villèle.

## Sources
- « Jean-Baptiste Pimpie de Granoux », dans Adolphe Robert et Gaston Cougny, Dictionnaire des parlementaires français, Edgar Bourloton, 1889-1891 [détail de l’édition]